# Pierre-Claude-Bernard Guéroult
Pour les articles homonymes, voir Guéroult.
Pierre-Claude-Bernard Guéroult, connu sous le nom de « Guéroult aîné », né le 7 juin 1744 à Rouen et mort le 11 novembre 1821 à Paris, est un érudit français.

## Biographie
Guéroult porta le petit collet, bien qu’il ne fût pas dans les ordres. Il occupait, depuis plusieurs années, la chaire de rhétorique au collège d'Harcourt lorsque éclata la Révolution, Guéroult aîné avec ardeur en embrassa les principes, et fit,  avec son frère, Guéroult jeune, hommage d’un plan d’éducation et d’enseignement national le 22 octobre 1790 à l’Assemblée constituante. Un décret de la Convention nationale, du 3 janvier 1795,  comprit Guéroult aîné au nombre des hommes de lettres auxquels furent accordés une gratification de trois mille francs.
Lors de la réorganisation de l’instruction publique avec l’ouverture des écoles centrales, Guéroult aîné entra dans l’instruction publique et fut nommé professeur de langues anciennes au collège des Quatre-Nations, et fut désigné avec son frère pour être des premiers élèves de l’École normale, à l’époque de sa fondation. Lors de l’organisation des Lycées par Napoléon, il devint successivement, sous l’Empire, proviseur du lycée Charlemagne, plus tard, conseiller titulaire de l’université, puis premier directeur du nouveau Pensionnat normal. L’Empire l’avait nommé chevalier de l’ordre de la Réunion. Lors de la première Restauration, en 1814, Guéroult aîné, maintenu dans ses deux fonctions,  reçut la croix de la Légion d'honneur par Louis XVIII en 1814. Ce savant professeur conserva sa place pendant les Cent-Jours, mais fut destitué lors de la seconde Restauration, à la rentrée des Bourbons, et fut mis à la retraite le 11 novembre 1821 ; il avait alors cinquante ans de service universitaire.